# Felicity Kendal
Felicity Kendal, född 25 september 1946 i Olton, West Midlands, England, är en brittisk skådespelare.
Hennes föräldrar, som var kringresande skådespelare i en Shakespeare-teatertrupp, tog med sig Kendal till Indien när hon var endast tre månader gammal, och där tillbringade hon sin barndom.
Hon fick sitt genombrott 1966 i en TV-pjäs mot Sir John Gielgud, The Mayfly and the Frog.
Hon ses ofta i roller som lite okynniga kvinnor, och spelar även mycket på scen.
Internationellt är hon mest känd för TV-serien Livet är grönt (1975–1978).

## Utmärkelser
- Evening Standard Theatre Award för bästa kvinnliga skådespelare, för Mycket väsen för ingenting och Ivanov,  1989
- Kommendör av 2 klass av Brittiska imperieorden,  1995

[Redigera Wikidata]